# Муратов Олександр Ігорович
Олекса́ндр І́горович Мура́тов (21 квітня 1935, Харків — 14 квітня 2025) — український та радянський кінорежисер, кіносценарист, поет, літератор, публіцист, член правління Національної спілки кінематографістів України. Заслужений діяч мистецтв УРСР (1990). Кавалер Ордена «За заслуги» III ступеня (2008).

## Життєпис
Народився в родині популярного харківського поета і драматурга Ігоря Муратова. У малолітньому віці пережив військове лихоліття. За даними публіцистів Ігоря Козловського та Романа Коваля, підлітком перебував у підпіллі УПА. За порадою батька, звільненого з німецького концтабору, виїхав з України до Москви на навчання, де також підтримував зв'язки з антисталіністським підпіллям.
У 1959 році закінчив режисерський факультет Всесоюзного державного інституту кінематографії (ВДІК) у Москві, майстерня С. А. Герасимова.
У 1962–1968 роки — режисер Одеської кіностудії. У 1964 році разом із першою дружиною режисером Кірою Муратовою зняв фільм «Наш чесний хліб». У 1966  р.— зняв першу самостійну стрічку «Авдотья Павлівна».
З 1968 р. — режисер-постановник Київської кіностудії імені О.Довженка. Знімає художні та документальні фільми, автор і співавтор сценаріїв до ряду своїх кінострічок. 1982 — фільм «Гонки по вертикалі», за сценарієм братів Вайнерів.
У період 1991–1996 за творами М. Хвильового О. Муратов зняв кінотрилогію: «Танго смерті» (за твором «Повість про санаторійну зону»), «Геть сором!» (за повістю «Сентиментальна історія»), «Вальдшнепи».(за однойменним романом). Вся трилогія одержала премію Всеукраїнського культурно-наукового фонду Т. Г. Шевченка «За визначний внесок у національне та державне відродження України».
2004 — вийшов фільм «Татарський триптих» (за кримськотатарськими новелами М. Коцюбинського).
 2005 — автобіографічний роман «Розчахнута брама».
Мешкав в Києві.
Помер 14 квітня 2025 року.

## Фільмографія

### Художні фільми
Режисер-постановник:
- 1956 — «Весняний дощ» (к/м, реж. і сцен. у співавт.)
- 1961 — «Біля крутого яру» (к/м, реж. і сцен. у співавт.)
- 1964 — «Наш чесний хліб» (реж. у співавт.)
- 1966 — «Авдотья Павлівна» (співавт. сцен.)
- 1968 — «Маленький шкільний оркестр» (реж. і сцен. у співавт.)
- 1968 — «Великі клопоти через маленького хлопчика» (у співавт.)
- 1969 — «Та сама ніч» (у співавт.)
- 1970 — «Чи вмієте ви жити?» (співавт. сцен.)
- 1973 — «Стара фортеця» (т/ф, реж. і сцен. у співавт.; «Дім з привидами» — 4-5 серії, «Місто біля моря» — 6-7 серії)
- 1974 — «Гуси-лебеді летять»
- 1976 — «Щедрий вечір»
- 1978 — «Любаша» (співавт. сцен.)
- 1981 — «Ранок за вечір мудріший» (співавт. сцен.)
- 1982 — «Гонки по вертикалі» (т/ф, 3 с)
- 1985 — «Осінні ранки» — Приз Всесоюзного кінофестивалю «Людина праці на екрані»
- 1986 — «Золотий ланцюг» (співавт. сцен.)
- 1987 — «Виконати будь-яку правду»
- 1988 — «Помилуй та вибач» (авт. сцен.)
- 1991 — «Танго смерті» (авт. сцен.)
- 1992 — «Дорога нікуди» (співавт. сцен. з В. Муратовою)
- 1994 — «Геть сором!»
- 1995 — «Вальдшнепи»
- 1999 — «Прощавай, Дніпре!» (к/м, авт. сцен.)
- 2001 — «Провінційний роман» (співавт. сцен. з В. Муратовою, а також співавтор музики до пісень з Л. Тишковською)
- 2004 — «Татарський триптих» (співавт. сцен. з В. Муратовою)
- 2006 — «Вбивство у зимовій Ялті» (авт. сцен.)

Фільм «Любаша» отримав: Другий приз і Приз глядачів, Спеціальний приз журі «За найкращий фільм про дітей», «За найкращу жіночу роль» XII Всесоюзного кінофестивалю, Ашхабад, 1979)

### Документальні фільми (режисер)
- 1958 — «На батьківщині Сергія Єсеніна» — Приз Всесвітньої виставки в Брюсселі
- 1975 — «Співає Лілія Гавриленко» (т/ф, у співавт.) — фільм-концерт
- 1997 — «Це не лікується» (авт. сцен.) — повнометр. д/ф про антисемітизм в Україні
- 2003 — «Бойчук і бойчукізм» (авт. сцен.) — док. відеофільм про українського художника М. Бойчука з культурологічного проєкту «Обрані часом»
- 2003 — «Звичайний геній» (авт. сцен.) — док. відеофільм з культурологічного проєкту «Обрані часом» про композитора Сергія Прокоф'єва
- 2003 — «Геній скульптури XX сторіччя» (авт. сцен.) — док. відеофільм про скульптора Олександра Архипенка
- 2003 — "В пазурах часу. Життя і творчість поета М. Бажана (авт. сцен.) — док. відеофільм з культурологічного проєкту «Обрані часом»
- 2003 — «Арнольд Марголін — видатний українець і єврей»[6][7] (авт. сцен.)
- 2005 — «Мій ніжний Мефістофель» (авт. сцен.) — док. відеофільм з культурологічного проєкту «Обрані часом» про актора Дмитра Мілютенка
- 2007 — «Уроки патріотизму» (авт. сцен.) — 2-сер. док. відеофільм про останнього головного командира УПА Василя Кука
- 2009 — «Співи юних кобзарів» (авт. сцен.) — док. відеофільм
- 2010 — «Совість. Феномен Івана Дзюби» (авт. сцен., продюсер) — док. відеофільм

та ін.

## Книжки
- Розчахнута брама. Факт. 2005. с. 352. ISBN 9663590130.